# Thliptoceras fulvale
Thliptoceras fulvale is een vlinder uit de familie grasmotten (Crambidae). De wetenschappelijke naam van deze soort is voor het eerst geldig gepubliceerd in 1932 door de Joannis.
De soort komt voor in tropisch Afrika.